# Мокачино

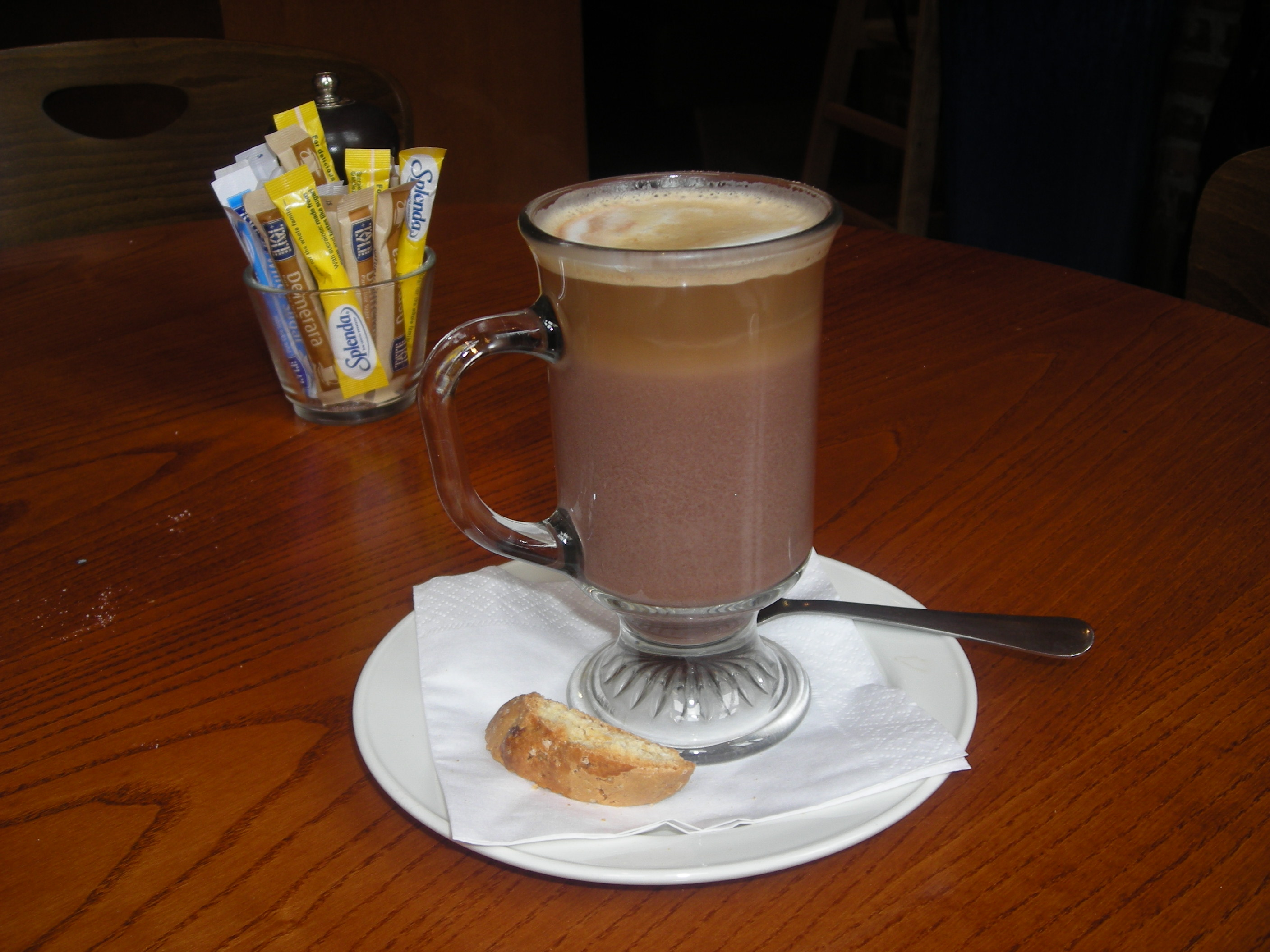
Мокачино

Мокачино (італ. caffè mocha, також відомий як «мокко») — кавовий напій, створений у США, який є різновидом лате з додаванням шоколаду. Назва «мокачино» використовується в Європі. У Північній Америці цей напій відомий як «мокко».

## Приготування
Як і класична кава лате, мокачино готується з еспресо та гарячого молока. Крім того, до складу мокачино входить шоколад (зазвичай у вигляді порошку какао, однак використовується і шоколадний сироп). При приготуванні мокачино може використовуватися чорний, молочний або білий шоколад.